# توفيق إبراهيم قنانبة
توفيق إبراهيم، أحد قادة الثورة الفلسطينية الكبرى ولد في قرية إندور قرب الناصرة، وأخذ يشارك في النضال الوطني ضد الاستعمار البريطاني والمشروع الصهيوني منذ نعومة أظفاره. وقد كني بأبي إبراهيم الصغير تمييزاً له من خليل محمد عيسى القائد القسامي الذي عرف بكنية أبي إبراهيم الكبير.
التحق توفيق إبراهيم بحركة الشيخ المجاهد عز الدين القسام، وغدا من أبرز قادتها بعد استشهاد الشيخ في معركة أحراج يعبد في تشرين الثاني/ نوفمبر 1935م.
تولى توفيق إبراهيم، بعد اندلاع الثورة الفلسطينية الكبرى في سنة 1936، قيادة عدة مناطق في لواء الجليل، فنشط على الطرق بين كلٍ من صفد في الشرق، وطبريا في الجنوب الشرقي، والناصرة في الوسط وعكا في الغرب، وكان أسلوبه المفضّل في حرب العصابات نصب الكمائن على هذه الطرق لقوافل الجيش البريطاني وخفراء المستعمرات اليهودية، وأبلى بلاءً حسناً في العديد من هذه الاشتباكات، كما تمكن من اقتحام مقر الحاكم البريطاني في طبريا والاستيلاء على بعض ملفاته.
وفي سنتي 1938, 1939م تصدى لمحاولات القوات اليهودية، المدعومة من القوات البريطانية، اختراق الجليل الغربي العربي عن طريق إنشاء مستعمرات عسكرية ضمن خطّة سور وبرج. وكان خلال هذه السنوات على اتصال دائم بقيادة الثورة الفلسطينية في دمشق، التي كان يرسل إليها التقارير الدورية باسم «المتوكل على الله عبد الغفّار».
أزعجت العمليات العسكرية التي قادها السلطات البريطانية التي أعلنت عن مكافآة مالية للقبض عليه. وحين توقفت الثورة في سنة 1939، لجأ أبو إبراهيم إلى سوريا، ثم عاد إلى فلسطين بعد انتهاء الحرب العالمية الثانية.
في سنة 1948م عقب اندلاع القتال بين العرب واليهود في إثر صدور قرار هيئة الأمم المتحدة بتقسيم البلاد، أسندت الهيئة العربية العليا إلى توفيق إبراهيم قيادة قوة قوامها 200 مجاهد مسلح شاركت في الدفاع عن الناصرة وفي رد القوات الصهيونية عن القرى القريبة منها.
تمركزت قوات أبي إبراهيم (التي رفدتها «فزعات» محلية آتية من القرى المجاورة) في قريتَي كفركنا وعين ماهل، وأخذ في تطبيق تكتيكات حرب العصابات ذاتها ضد قوات البالماخ والهاغاناه اليهودية التي كان قد اعتمدها ضد الجيش البريطاني في العقد السابق. وكان الهدف الاستراتيجي لهذه العمليات عزل مستعمرات الجليل الشرقي اليهودية، الممتدة من طبريا شمالاً إلى الحدود اللبنانية، عن مستعمرات مرج ابن عامر. ونجح أبو إبراهيم في تعطيل حركة المرور على الطرق الرئيسية وفي إجبار العدو على التنقل على طرق فرعية التفافية ألحقت أضراراً وخلقت إرباكاً في حياة سكان المستعمرات اليومية والاقتصادية.
احتفظ أبو إبراهيم بزمام المبادرة حتى أواخر شهر آذار/مارس 1948م، كما نجح في صد هجوم في 11 آذار قامت به قوة مشتركة من كتيبة البالماخ الأولى ولواء جولاني على مقره في كفركنا. ولم يكتفِ أبو إبراهيم بصد الهجوم بل قام بهجوم مضاد حازم وصفه التاريخ الرسمي الإسرائيلي لحرب 1948 بأنه كان «المرة الأولى التي يطارد فيها العدو، أي العرب، وحدة مهاجمة إلى هذا الحد».
وعلى الرغم من نجاحات أبي إبراهيم المحلية، ونجاحات رفاقه من المجاهدين في حرب العصابات في مناطق أخرى من فلسطين خلال أشهر الحرب الأهلية، التي سبقت الحرب النظامية في أواسط أيار/مايو 1948، فإن الدوائر دارت على الشعب الفلسطيني بدءاً من الأسبوع الأول من شهر نيسان/أبريل عندما أخذت القوات الصهيونية بتنفيذ خطتها العسكرية لفرض التقسيم بقوة السلاح والقائمة على سياسة التطهير العرقي.
لجأ توفيق إبراهيم بعد وقوع النكبة في سنة 1948 إلى دمشق، وتوفي ودفن فيها عام 1966م.